# Nicola Valenzano
Nicola Valenzano (Bari, 11 gennaio 1962 – Bari, 12 marzo 2025) è stato un attore, regista, ballerino e coreografo italiano.

## Biografia
Compiuti gli studi regolari e quelli di danza, Nicola Valenzano ha cominciato la sua carriera teatrale a Bari come danzatore classico, lavorando successivamente anche in diverse città europee. In quegli anni ha alternato il lavoro di ballerino con un ulteriore studio di perfezionamento frequentando laboratori, anche di tipo teatrale, con diversi maestri: con il britannico Lindsay Kemp, gli statunitensi Larrio Ekson R. Lee, B. Curtis e Carolyne Carson, il serbo Momcilo Borojevic, con l'attore e mimo francese Marcel Marceau, e presso l'école Mudra di Maurice Béjart.
Nel 1985 ha curato le coreografie per lo spettacolo Talent Scout con Rita Pavone. Dedicatosi parallelamente allo studio della recitazione, le prime importanti esperienze teatrali sono arrivate verso la metà degli anni ottanta, prima con La ciociara (1986-87) tratta dal romanzo di Alberto Moravia, per la regia di Aldo Reggiani, e successivamente con La serva padrona di Giovan Battista Pergolesi, per la regia di Italo Nunziata. Nell'annata 1987-88 ha fatto parte del cast della Assunta Spina di Salvatore Di Giacomo, per la regia di Lorenzo Salveti, de La locandiera di Carlo Goldoni, per la regia di Salvatore Cardone e de L'isola di nessuno per la regia di Augusto Zucchi.
Nel 2001 ha fondato la sua compagnia Badatea (BariDanzaTeatro), iniziando così una stabile collaborazione con i paesi del Medio Oriente, dove lavora come regista e attore nei più importanti Festival di Teatro. Proprio per dare maggiore efficacia a questa fusione e a queste sinergie, nel 2007 ha debuttato con la compagnia nel primo “Festival dei Popoli del Bacino del Mediterraneo” dal titolo Di porta in Porto, con la collaborazione della Fiera del Levante, il Porto di Bari e tanti altri sponsor di carattere internazionale. Nelle Università della Giordania collabora come insegnante su progetti teatrali che vanno dal teatro classico al teatro contemporaneo. Ha lavorato anche nel campo della pubblicità realizzando degli spot televisivi per noti marchi commerciali, al tempo stesso occupandosi anche di radio e di doppiaggio. Il 14/15 febbraio 2009 ha debuttato in prima mondiale ad Amman, in Giordania, con la regia della "Salomè" di Oscar Wilde (musiche di scena di Nicola Scardicchio), rappresentata dalla sua compagnia teatrale Badathea nell'ambito di un progetto di collaborazione tra artisti dei Paesi del Mediterraneo presso il teatro King Hussein Theatre. Lo spettacolo, contraddistinto anche da una finalità benefica a favore di un progetto di assistenza ai bambini della Palestina sostenuto dalla Organizzazione non governativa 'Save The Children', è stato anche rappresentato presso il sito archeologico di Petra, facente parte del patrimonio UNESCO.

## Teatro
- 1986/87 “La ciociara" - regia di A. Reggiani
- “La serva padrona" - regia di I. Nunziata
- 1987/88 “Assunta Spina" - regia di L. Salveti
- “La locandiera” - regia di S. Cardone
- “L'isola di nessuno” - regia di A. Zucchi
- 1988/89 “Destini” - regia di M. Borojevic
- "La lupa” - regia di P. De Cristofaro
- “Donne donne”	 - regia di L. Cavallaro
- 1990/91 “La bisbetica domata” - regia di A. Zucchi
- “Medea” - regia di P. De Cristofaro
- 1991/92 “La strana coppia” - regia di P. Rossi Castaldi
- 1993/94 “Anonimo veneziano” - regia di L. De Fusco
- 1994/95 “Coppelia” - coreografie di A. Lombardo
- 1995/96 “La calzolaia prodigiosa” - regia di M. V. Lezica
- 1996/97 ”Il cilindro”	 - regia di L. De Fusco
- 1997 "La cantata dei pastori" - regia di N. Citarella
- 1997/98 “Peter Pan” - regia di P. Cormani
- 2000/01 “Cara Anna Magnani” - regia di C. Costantini
- 2001/02 “Pigmalione" - regia di W. Manfrè
- 2002/03 “Pinocchio” - regia di N. Valenzano
- 2003/04 “La locandiera” - regia di N. Valenzano
- 2004/05 “Shakespeare My Love” - regia di N. Valenzano
- 2005/06 “Memorie di Lorca” - regia di N. Valenzano
- 2009 "Salomè" - regia di N. Valenzano
- 2010 “La locandiera” tournée in Siria-Giordania - regia di N. Valenzano
- 2010 "Il cimitero degli elefanti" regia N. Valenzano
- 2011 "American Gigolò" - regia di C. Costantini
- 2011 "Omaggio ai 150 anni dell'Unità d'Italia" - regia di N. Valenzano
- 2011 "La Lupa" - regia di N. Valenzano
- 2012 "La cantata dei pastori" - regia di N. Valenzano
- 2012 "Aqua" - regia di N. Valenzano
- 2013 "Corteo dei Re Magi - Città di Bari"  - regia di N. Valenzano

## Filmografia

### Cinema
- Io non ho la testa, regia di Michele Lanubile (1998)
- LA morte dietro l'angolo, regia di Massimiliano Cocozza (2000)
- Hotel Dajti, regia di Carmine Fornari (2002)
- Mio cognato, regia di Alessandro Piva (2003)
- Sara May, regia di Marianna Sciveres (2004)
- La seconda notte di nozze, regia di Pupi Avati (2005)
- Binari, cortometraggio - regia Alessio Giannone (2010)
- Il ritorno di Ulisse, regia di Pietro Loprieno (2010)
- La sala, cortometraggio - regia di Alessio Giannone (2012)
- Amici come noi, regia di Enrico Lando (2014)
- Le frise ignoranti, regia di Antonello De Leo (2015)
- Il grande spirito, regia di Sergio Rubini (2019)
- La vita davanti a sé, con Sophia Loren, regia Edoardo Ponti (2019)

### Televisione
- Un posto al sole, regia di Stefano Amatucci - serie TV
- Camici bianchi, regia di Stefano Amatucci - serie TV (2001)
- Distretto di Polizia 4, regia di Monica Vullo – serie TV, episodio 4x20 (2003)
- Un mondo nuovo, Rai 1, regia di Alberto Negrin (2014)
- Duisburg - Linea di sangue, regia di Enzo Monteleone - film TV (2019)
- Basta un paio di baffi, regia di Fabrizio Costa - film TV (2019)